# We Can't Dance
We Can't Dance četrnaesti je studijski album britanskog sastava Genesis. 

## Popis pjesama
1. "No Son of Mine" – 6:39
2. "Jesus He Knows Me" – 4:16
3. "Driving the Last Spike" – 10:08
4. "I Can't Dance" – 4:01
5. "Never a Time" – 3:50
6. "Dreaming While You Sleep" – 7:16
7. "Tell Me Why" – 4:58
8. "Living Forever" – 5:41
9. "Hold on My Heart" – 4:37
10. "Way of the World" – 5:38
11. "Since I Lost You" – 4:09
12. "Fading Lights" – 10:16

## Izvođači
- Phil Collins - vokal, bubnjevi, udaraljke
- Tony Banks - klavijature, vokal
- Mike Rutherford - gitara, bas-gitara, vokal